# Ernst von Büller
Ernst Büller, seit 1855 von Büller (* 19. Oktober 1829 in München; † 22. Oktober 1910 ebenda) war ein bayerischer Generalmajor.

## Leben

### Herkunft
Ernst war ein Sohn des bayerischen Kreis- und Stadtgerichtsprotokollisten Josef von Büller (1803–1853) und dessen Ehefrau Magdalene, geborene Ellerstorfer (1807–1867). Sein Vater hatte den bayerischen Adel 1827 nach dem Recht der Erstgeburt erhalten. Da sein ältester Sohn Eugen (* 1828) auf dieses Recht verzichtete, ging der Titel mit der Immatrikulation vom 9. November 1855 auf den zweitgeborenen Ernst über.

### Militärkarriere
Nach dem Besuch des Kadettenkorps trat Büller am 27. Juli 1847 als Junker in das 1. Artillerie-Regiment „Prinz Luitpold“ der Bayerischen Armee ein und avancierte bis Ende Juni 1851 zum Oberleutnant. 1852/56 war er als Referent der 3. Sektion zum Kriegsministerium in München kommandiert. Mit der Beförderung zum Hauptmann I. Klasse erfolgte Mitte Mai 1859 seine Versetzung zur Artillerie-Beratungs-Kommission. Von Mitte Dezember 1861 bis Ende Mai 1863 versah Büller Truppendienst in seinem Stammregiment und wurde anschließend 1. Adjutant des Artillerie-Korps-Kommandanten von Brodeßer. In dieser Stellung befand er sich 1866 während des Krieges gegen Preußen im Stab des Prinzen Karl von Bayern bei der mobilen Armee.
Unter Beförderung zum Major wurde Büller am 24. Mai 1868 in das 3. Artillerie-Regiment „Königin Mutter“ versetzt. Daran schloss sich ab Anfang Januar 1869 eine Verwendung als Referent im Kriegsministerium an. Während des Krieges gegen Frankreich verblieb er im Ministerium und wurde im Februar 1871 mit Spezialauftrag zu den Armeekorps vor Paris beordert.
Nach dem Friedensschluss stieg er Anfang November 1872 zum Oberstleutnant auf, war von Dezember 1874 bis April 1877 als Abteilungskommandeur im 1. Feldartillerie-Regiment „Prinz Luitpold“ tätig und wurde anschließend unter Beförderung zum Oberst als Kommandeur des 2. Feldartillerie-Regiments „vacant Brodeßer“ nach Würzburg versetzt. Unter Stellung à la suite seines Regiments wurde Büller am 1. Oktober 1878 als Sektionschef zur Inspektion der Artillerie und des Trains versetzt und König Ludwig II. zeichnete ihn am 30. Dezember 1878 mit dem Ritterkreuz I. Klasse des Verdienstordens vom Heiligen Michael aus.
Am 2. November 1882 folgte seine Ernennung zum Kommandeur der Fußartillerie-Brigade. In dieser Eigenschaft avancierte Büller am 23. November 1882 zum Generalmajor, war zugleich ab dem 3. Dezember 1884 auch mit der Wahrnehmung der Geschäfte des Inspekteurs der Militärischen Strafanstalten beauftragt und erhielt Ende des Monats das Komturkreuz des Militärverdienstordens.
Nachdem er am 23. Juli 1886 die Erlaubnis zur Annahme des Komturkreuz I. Klasse des Friedrichs-Ordens erhalten hatte, wurde Büller acht Tage später in Genehmigung seines Abschiedgesuches mit der gesetzlichen Pension zur Disposition gestellt.

### Familie
Büller verheiratete sich am 10. Juli 1861 in München mit Wally (* 1841), Tochter des großherzoglich hessischen Kammerherrn Aloys Schenck zu Schweinsberg (1810–1882). Aus der Ehe gingen vier Töchter und drei Söhne hervor.